# Ворден (Вашингтон)
Ворден (англ. Warden) — місто (англ. city) в США, в окрузі Грант штату Вашингтон. Населення — 2449 осіб (2020).

## Географія
Ворден розташований за координатами 46°58′6″ пн. ш. 119°3′6″ зх. д. / 46.96833° пн. ш. 119.05167° зх. д. (46.968256, -119.051588).  За даними Бюро перепису населення США в 2010 році місто мало площу 6,75 км², з яких 6,67 км² — суходіл та 0,07 км² — водойми.

### Клімат
| Клімат : Ворден       | Клімат : Ворден | Клімат : Ворден | Клімат : Ворден | Клімат : Ворден | Клімат : Ворден | Клімат : Ворден | Клімат : Ворден | Клімат : Ворден | Клімат : Ворден | Клімат : Ворден | Клімат : Ворден | Клімат : Ворден | Клімат : Ворден |
| Показник              | Січ.            | Лют.            | Бер.            | Квіт.           | Трав.           | Черв.           | Лип.            | Серп.           | Вер.            | Жовт.           | Лист.           | Груд.           | Рік             |
| Середній максимум, °C | 1,1             | 6,1             | 11,7            | 16,7            | 21,7            | 26,1            | 30,6            | 29,4            | 25,0            | 16,7            | 7,8             | 2,8             | 16,1            |
| Середній мінімум, °C  | −7,8            | −3,9            | −1,1            | 1,7             | 6,1             | 10,0            | 12,2            | 11,7            | 7,2             | 1,7             | −2,2            | −5              | 2,8             |
| Норма опадів, мм      | 25              | 18              | 15              | 13              | 18              | 15              | 8               | 10              | 10              | 18              | 25              | 28              | 201             |
| --------------------- | --------------- | --------------- | --------------- | --------------- | --------------- | --------------- | --------------- | --------------- | --------------- | --------------- | --------------- | --------------- | --------------- |
| Джерело: Weatherbase  |                 |                 |                 |                 |                 |                 |                 |                 |                 |                 |                 |                 |                 |

## Демографія
Згідно з переписом 2010 року, у місті мешкали 2692 особи в 759 домогосподарствах у складі 621 родини. Густота населення становила 399 осіб/км².  Було 803 помешкання (119/км²).
Расовий склад населення:
| - 48,0 % — білих - 0,8 % — корінних американців - 0,6 % — азіатів - 0,4 % — чорних або афроамериканців - 46,2 % — осіб інших рас |

До двох чи більше рас належало 4,0 %. Частка іспаномовних становила 77,1 % від усіх жителів.
За віковим діапазоном населення розподілялося таким чином: 39,3 % — особи молодші 18 років, 54,0 % — особи у віці 18—64 років, 6,7 % — особи у віці 65 років та старші. Медіана віку мешканця становила 24,9 року. На 100 осіб жіночої статі у місті припадало 92,7 чоловіків;  на 100 жінок у віці від 18 років та старших — 96,2 чоловіків також старших 18 років.
Середній дохід на одне домашнє господарство  становив 49 935 доларів США (медіана — 41 406), а середній дохід на одну сім'ю — 52 733 долари (медіана — 44 250). Медіана доходів становила 35 972 долари для чоловіків та 22 713 долари для жінок. За межею бідності перебувало 25,2 % осіб, у тому числі 34,3 % дітей у віці до 18 років та 36,4 % осіб у віці 65 років та старших.
Цивільне працевлаштоване населення становило 1011 осіб. Основні галузі зайнятості: сільське господарство, лісництво, риболовля — 26,5 %, виробництво — 22,7 %, освіта, охорона здоров'я та соціальна допомога — 17,4 %.